# Rjazanskij
Il quartiere Rjazanskij (in russo Рязанский район?) è un quartiere di Mosca sito nel Distretto Sud-orientale.
Fino al 1960 era un comune dell'Oblast di Mosca, del distretto Uchtomskij (con capoluogo Ljubercy). Con il completamento dell'MKAD è stato incluso nel comune di Mosca, dapprima nel quartiere Ždanovskij, quindi (nel 1969) nel Volgogradskij. L'attuale quartiere è stato definito dalla riforma delle suddivisioni amministrative del 1991.

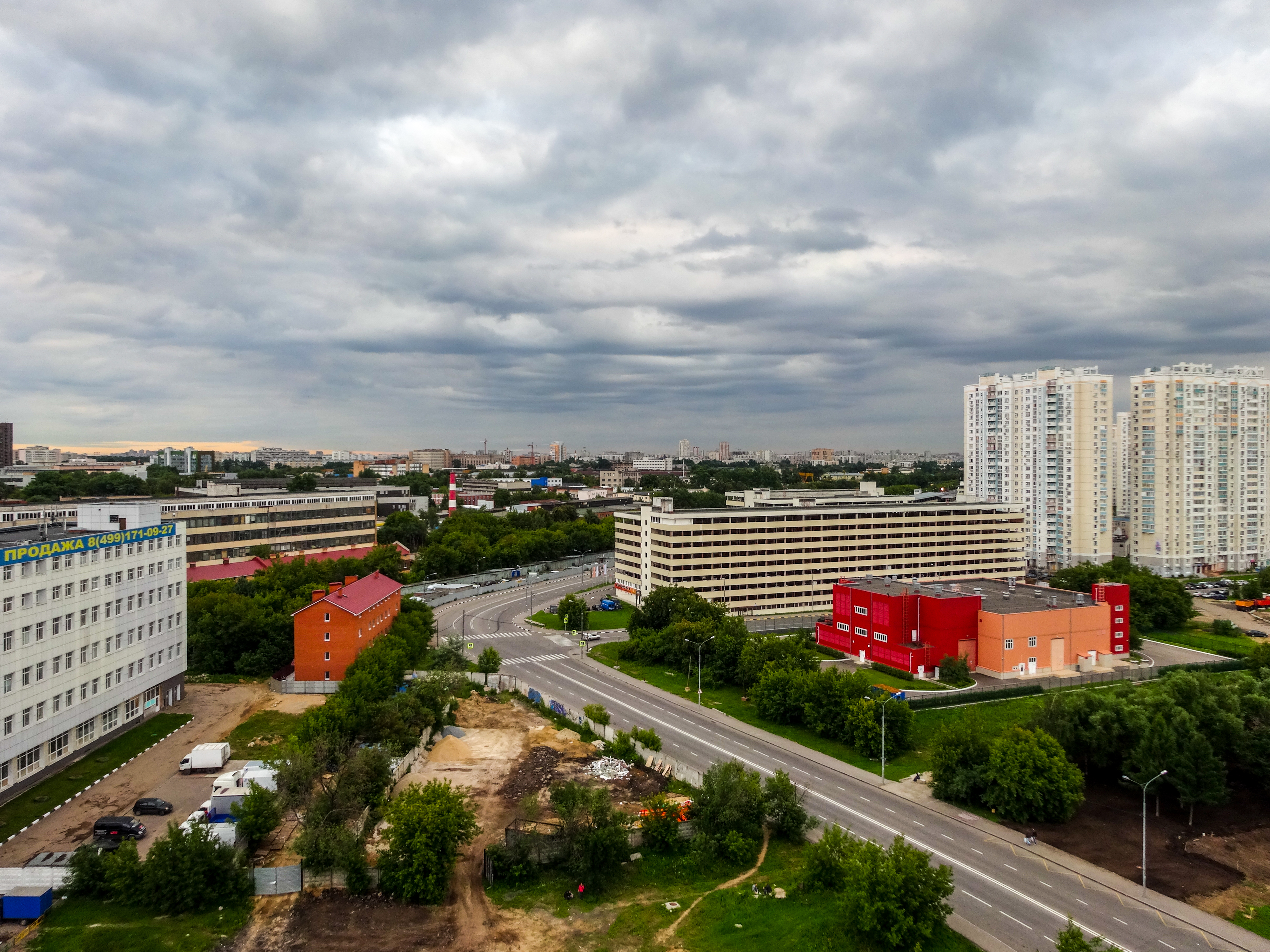
Mostra al quartiere Ryazansky di Mosca. Blocco 115-A e zona industriale # 56 "Graivoronovo". Giugno 2014